# Comté de Juneau
Le comté de Juneau est un comté situé dans l'État du Wisconsin aux États-Unis. Son siège est Mauston. Selon le recensement de 2000, sa population était de 24 316 habitants.